# Décio Pinto de Oliveira
Décio Pinto de Oliveira foi um militante comunista brasileiro, que tornou-se conhecido após sua morte na "Batalha da praça da Sé" ou "Revoada dos galinhas-verdes", confronto armado que teve lugar na Praça da Sé, em São Paulo, em 7 de Outubro de 1934. Nesse confronto, anarquistas, comunistas, sindicalistas e trotskistas da Frente Única Antifascista, se posicionaram contra a realização da marcha dos cinco mil, organizada pela Ação Integralista, partido de Plínio Salgado.
Nesse confronto armado morreram pelo menos seis guardas civis e o militante da juventude comunista, Décio Pinto de Oliveira, ficando ferido o então jornalista Mário Pedrosa.
A nomenclatura "Revoada dos galinhas-verdes" se deve ao seu desfecho onde integralistas, que usavam uniformes verdes, correram amedrontados para todos os lados de forma semelhante a "galinhas". Este ato foi responsável pela desarticulação dos simpatizantes do nazismo e do fascismo no Brasil antes da Segunda Guerra Mundial.